# 高津病院
高津病院（こうづびょういん）は、医療法人財団厚生会が大阪府大阪市中央区瓦屋町に設置する病院である。

## 歴史
「実費医療診療所」という、福沢諭吉に学んだ鈴木梅四郎が運動して全国的な大衆運動として展開した困窮した庶民のための医療システムによる全国に展開した診療所の「実費診療所大阪支部」を、当院はその起源として流れを汲んでいる。

## 診療科
（この節の出典）
- 外科
- 血管外科
- 内科
- 消化器内科
- 整形外科
- 放射線科
- 皮膚科
- 泌尿器科
- リハビリテーション科

## 医療機関の指定・認定
（下表の出典）
| 保険医療機関       | 労災保険指定病院                   |
| 生活保護法指定病院 | 原子爆弾被害者一般疾病医療取扱病院 |
| 公害医療機関       |                                    |

- 救急告示病院（二次救急）[3]
- このほか、各種法令による指定・認定病院であるとともに、各学会の認定施設でもある。

## 交通アクセス
- OsakaMetro谷町線・千日前線「谷町九丁目駅」2番出口より歩約5分[4]
- 近鉄奈良線・大阪線「大阪上本町駅」下車、谷町九丁目を経て歩10分[4]

## 周辺
- 高津宮[4]
- 松屋町筋[4]